# 2023-as CONCACAF-bajnokok ligája
A 2023-as CONCACAF-bajnokok ligája volt a legrangosabb észak-, közép-amerikai és karib-térségi nemzetközi labdarúgókupa, mely jelenlegi nevén 15., jogelődjeivel együttvéve pedig 58. alkalommal került kiírásra. A győztes kvalifikált a 2023-as és a 2025-ös FIFA-klubvilágbajnokságra is.
A címvédő Seattle Sounders csapata nem tudott kvalifikálni a 2023-as CONCACAF-bajnokok ligájába, ezért így a trófeát sem tudta megvédeni. A döntőt a mexikói León nyerte meg, a kupa története során először.

## Csapatok
A kupába összesen 16 csapat (8 labdarúgó-szövetségből) kvalifikált.
- Észak-amerikai Labdarúgó-unió: 9 csapat (három labdarúgó-szövetségből)
- Közép-amerikai Labdarúgó-unió: 6 csapat (négy labdarúgó-szövetségből), az összes klub a 2022-es CONCACAF-ligán keresztül kvalifikált
- Karibi Labdarúgó-unió: 1 csapat (egy labdarúgó-szövetségből), a klub a 2022-es karibi klubcsapatok kupáján keresztül kvalifikált

| Labdarúgó-szövetség                  | Csapat              | Kvalifikálás módja                                             |
| ------------------------------------ | ------------------- | -------------------------------------------------------------- |
| Mexikó (4 csapat)                    | Atlas               | A 2021-es Apertura és a 2022-es Clausura győztese              |
| Mexikó (4 csapat)                    | León                | A 2021-es Apertura ezüstérmese                                 |
| Mexikó (4 csapat)                    | Pachuca             | A 2022-es Clausura ezüstérmese                                 |
| Mexikó (4 csapat)                    | Tigres UANL         | A 2021–22-es Liga MX összesített tabellájának első helyezettje |
| Amerikai Egyesült Államok (4 csapat) | Los Angeles         | A 2022-es MLS egyenes kieséses szakaszának győztese            |
| Amerikai Egyesült Államok (4 csapat) | Philadelphia Union  | A 2022-es MLS szezon Nyugati Konferenciájának győztese         |
| Amerikai Egyesült Államok (4 csapat) | Orlando City        | A 2022-es US Open Cup győztese                                 |
| Amerikai Egyesült Államok (4 csapat) | Austin              | A 2022-es MLS összesített tabellájának negyedik helyezettje    |
| Kanada (1 csapat)                    | Vancouver Whitecaps | A 2022-es kanadai kupa győztese                                |
| Haiti (1 csapat)                     | Violette            | A 2022-es karibi klubcsapatok kupájának győztese               |

| Labdarúgó-szövetség   | Csapat      | Kvalifikálás módja                                       |
| --------------------- | ----------- | -------------------------------------------------------- |
| Honduras (3 csapat)   | Olimpia     | A 2022-es CONCACAF-liga győztese                         |
| Honduras (3 csapat)   | Real España | A 2022-es CONCACAF-liga elődöntőse (3. összesítésben)    |
| Honduras (3 csapat)   | Motagua     | A 2022-es CONCACAF-liga elődöntőse (4. összesítésben)    |
| Costa Rica (1 csapat) | Alajuelense | A 2022-es CONCACAF-liga döntőse (2. összesítésben)       |
| Salvador (1 csapat)   | Alianza     | A 2022-es CONCACAF-liga negyeddöntőse (5. összesítésben) |
| Panama (1 csapat)     | Tauro       | A 2022-es CONCACAF-liga negyeddöntőse (6. összesítésben) |

## Szabályok, formátum
Minden fordulót, beleértve a döntőt is, két mérkőzéses (hazai és idegenbeli) rendszerben játszanak. 
- Ha egy nyolcaddöntő, negyeddöntő vagy elődöntő a második mérkőzés után is döntetlenre áll, akkor az idegenben lőtt gólokat veszik figyelembe. Ha még így is döntetlen lenne a mérkőzés, akkor tizenegyesekkel döntenék el, hogy ki legyen a továbbjutó.
- Ha a döntő az alap játékidő végén döntetlenre áll, akkor 2x15 perces hosszabbítást ítélnek. Ha a extra hosszabbítás után a mérkőzés továbbra is eldöntetlen, akkor tizenegyesekkel döntik el, hogy ki legyen a győztes.

## Lebonyolítás
| Forduló      | Első mérkőzések | Visszavágók    |
| ------------ | --------------- | -------------- |
| Nyolcaddöntő | március 7–9.    | március 14–16. |
| Negyeddöntő  | április 4–5.    | április 11–13. |
| Elődöntő     | április 25–26.  | május 2–3.     |
| Döntő        | május 31.       | június 4.      |

## Lebontás
|  | Nyolcaddöntő        | Nyolcaddöntő       | Nyolcaddöntő | Nyolcaddöntő |                     |   | Negyeddöntő | Negyeddöntő | Negyeddöntő | Negyeddöntő |  |  | Elődöntő | Elődöntő | Elődöntő | Elődöntő |  |  | Döntő | Döntő | Döntő | Döntő |
|  |                     |                    |              |              |                     |   |             |             |             |             |  |  |          |          |          |          |  |  |       |       |       |       |
|  |                     |                    |              |              |                     |   |             |             |             |             |  |  |          |          |          |          |  |  |       |       |       |       |
|  |                     |                    |              |              |                     |   |             |             |             |             |  |  |          |          |          |          |  |  |       |       |       |       |
|  | Violette            | 3                  | 0            | 3            |                     |   |             |             |             |             |  |  |          |          |          |          |  |  |       |       |       |       |
|  | Violette            | 3                  | 0            | 3            |                     |   |             |             |             |             |  |  |          |          |          |          |  |  |       |       |       |       |
|  | Austin              | 0                  | 2            | 2            |                     |   |             |             |             |             |  |  |          |          |          |          |  |  |       |       |       |       |
|  | Austin              | 0                  | 2            | 2            | Violette            | 0 | 2           | 2           |             |             |  |  |          |          |          |          |  |  |       |       |       |       |
|  |                     |                    |              |              | Violette            | 0 | 2           | 2           |             |             |  |  |          |          |          |          |  |  |       |       |       |       |
|  |                     | León               | 5            | 1            | 6                   |   |             |             |             |             |  |  |          |          |          |          |  |  |       |       |       |       |
|  | Tauro               | León               | 5            | 1            | 6                   | 0 | 0           | 0           |             |             |  |  |          |          |          |          |  |  |       |       |       |       |
|  | Tauro               |                    |              |              |                     | 0 | 0           | 0           |             |             |  |  |          |          |          |          |  |  |       |       |       |       |
|  | León                | 1                  | 2            | 3            |                     |   |             |             |             |             |  |  |          |          |          |          |  |  |       |       |       |       |
|  | León                | 1                  | 2            | 3            | León                | 1 | 3           | 4           |             |             |  |  |          |          |          |          |  |  |       |       |       |       |
|  |                     |                    |              |              | León                | 1 | 3           | 4           |             |             |  |  |          |          |          |          |  |  |       |       |       |       |
|  |                     | Tigres UANL        | 2            | 1            | 3                   |   |             |             |             |             |  |  |          |          |          |          |  |  |       |       |       |       |
|  | Tigres UANL (i.g.)  | Tigres UANL        | 2            | 1            | 3                   | 0 | 1           | 1           |             |             |  |  |          |          |          |          |  |  |       |       |       |       |
|  | Tigres UANL (i.g.)  |                    |              |              |                     | 0 | 1           | 1           |             |             |  |  |          |          |          |          |  |  |       |       |       |       |
|  | Orlando City        | 0                  | 1            | 1            |                     |   |             |             |             |             |  |  |          |          |          |          |  |  |       |       |       |       |
|  | Orlando City        | 0                  | 1            | 1            | Tigres UANL         | 1 | 5           | 6           |             |             |  |  |          |          |          |          |  |  |       |       |       |       |
|  |                     |                    |              |              | Tigres UANL         | 1 | 5           | 6           |             |             |  |  |          |          |          |          |  |  |       |       |       |       |
|  |                     | Motagua            | 0            | 0            | 0                   |   |             |             |             |             |  |  |          |          |          |          |  |  |       |       |       |       |
|  | Motagua (i.g.)      | Motagua            | 0            | 0            | 0                   | 0 | 1           | 1           |             |             |  |  |          |          |          |          |  |  |       |       |       |       |
|  | Motagua (i.g.)      |                    |              |              |                     | 0 | 1           | 1           |             |             |  |  |          |          |          |          |  |  |       |       |       |       |
|  | Pachuca             | 0                  | 1            | 1            |                     |   |             |             |             |             |  |  |          |          |          |          |  |  |       |       |       |       |
|  | Pachuca             | 0                  | 1            | 1            | León                | 2 | 1           | 3           |             |             |  |  |          |          |          |          |  |  |       |       |       |       |
|  |                     |                    |              |              | León                | 2 | 1           | 3           |             |             |  |  |          |          |          |          |  |  |       |       |       |       |
|  |                     | Los Angeles        | 1            | 0            | 1                   |   |             |             |             |             |  |  |          |          |          |          |  |  |       |       |       |       |
|  | Vancouver Whitecaps | Los Angeles        | 1            | 0            | 1                   | 5 | 2           | 7           |             |             |  |  |          |          |          |          |  |  |       |       |       |       |
|  | Vancouver Whitecaps |                    |              |              |                     | 5 | 2           | 7           |             |             |  |  |          |          |          |          |  |  |       |       |       |       |
|  | Real España         | 0                  | 3            | 3            |                     |   |             |             |             |             |  |  |          |          |          |          |  |  |       |       |       |       |
|  | Real España         | 0                  | 3            | 3            | Vancouver Whitecaps | 0 | 0           | 0           |             |             |  |  |          |          |          |          |  |  |       |       |       |       |
|  |                     |                    |              |              | Vancouver Whitecaps | 0 | 0           | 0           |             |             |  |  |          |          |          |          |  |  |       |       |       |       |
|  |                     | Los Angeles        | 3            | 3            | 6                   |   |             |             |             |             |  |  |          |          |          |          |  |  |       |       |       |       |
|  | Alajuelense         | Los Angeles        | 3            | 3            | 6                   | 0 | 2           | 2           |             |             |  |  |          |          |          |          |  |  |       |       |       |       |
|  | Alajuelense         |                    |              |              |                     | 0 | 2           | 2           |             |             |  |  |          |          |          |          |  |  |       |       |       |       |
|  | Los Angeles FC      | 3                  | 1            | 4            |                     |   |             |             |             |             |  |  |          |          |          |          |  |  |       |       |       |       |
|  | Los Angeles FC      | 3                  | 1            | 4            | Los Angeles         | 1 | 3           | 4           |             |             |  |  |          |          |          |          |  |  |       |       |       |       |
|  |                     |                    |              |              | Los Angeles         | 1 | 3           | 4           |             |             |  |  |          |          |          |          |  |  |       |       |       |       |
|  |                     | Philadelphia Union | 1            | 0            | 1                   |   |             |             |             |             |  |  |          |          |          |          |  |  |       |       |       |       |
|  | Olimpia             | Philadelphia Union | 1            | 0            | 1                   | 4 | 0           | 4           |             |             |  |  |          |          |          |          |  |  |       |       |       |       |
|  | Olimpia             |                    |              |              |                     | 4 | 0           | 4           |             |             |  |  |          |          |          |          |  |  |       |       |       |       |
|  | Atlas               | 1                  | 4            | 5            |                     |   |             |             |             |             |  |  |          |          |          |          |  |  |       |       |       |       |
|  | Atlas               | 1                  | 4            | 5            | Atlas               | 0 | 2           | 2           |             |             |  |  |          |          |          |          |  |  |       |       |       |       |
|  |                     |                    |              |              | Atlas               | 0 | 2           | 2           |             |             |  |  |          |          |          |          |  |  |       |       |       |       |
|  |                     | Philadelphia Union | 1            | 2            | 3                   |   |             |             |             |             |  |  |          |          |          |          |  |  |       |       |       |       |
|  | Alianza             | Philadelphia Union | 1            | 2            | 3                   | 0 | 0           | 0           |             |             |  |  |          |          |          |          |  |  |       |       |       |       |
|  | Alianza             |                    |              |              |                     | 0 | 0           | 0           |             |             |  |  |          |          |          |          |  |  |       |       |       |       |
|  | Philadelphia Union  | 0                  | 4            | 4            |                     |   |             |             |             |             |  |  |          |          |          |          |  |  |       |       |       |       |
|  | Philadelphia Union  | 0                  | 4            | 4            |                     |   |             |             |             |             |  |  |          |          |          |          |  |  |       |       |       |       |

i.g. – idegenben lőtt gólokkal

## Nyolcaddöntő
| 1. csapat           | Össz.      | 2. csapat          | 1. mérk. | 2. mérk. |
| ------------------- | ---------- | ------------------ | -------- | -------- |
| Violette            | 3–2        | Austin             | 3–0      | 0–2      |
| Tauro               | 0–3        | León               | 0–1      | 0–2      |
| UANL                | 1–1 (i.g.) | Orlando City       | 0–0      | 1–1      |
| Motagua             | 1–1 (i.g.) | Pachuca            | 0–0      | 1–1      |
| Vancouver Whitecaps | 7–3        | Real España        | 5–0      | 2–3      |
| Alajuelense         | 2–4        | Los Angeles        | 0–3      | 2–1      |
| Olimpia             | 4–5        | Atlas              | 4–1      | 0–4      |
| Alianza             | 0–4        | Philadelphia Union | 0–0      | 0–4      |

### Mérkőzések
| 2023. március 7. 18:00 |

| Violette                | 3–0 | Austin |
| ----------------------- | --- | ------ |
| Chéry 13' 39' Tarek 47' |     |        |

| Estadio Cibao FC, Santiago de los Caballeros Játékvezető: Selvin Brown (hondurasi) |

| 2023. március 14. 20:00 |

| Austin          | 2–0 | Violette |
| --------------- | --- | -------- |
| Driussi 51' 63' |     |          |

| Q2 Stadion, Austin Nézőszám: 20 738 Játékvezető: Oshane Nation (jamaicai) |

A Violette csapata győzött 3–2-es összesítéssel.
| 2023. március 8. 18:00 |

| Tauro | 0–1 | León       |
| ----- | --- | ---------- |
|       |     | Moreno 55' |

| Estadio Rommel Fernández, Panamaváros Játékvezető: Armando Villarreal (amerikai) |

| 2023. március 16. 18:00 |

| León                      | 2–0 | Tauro |
| ------------------------- | --- | ----- |
| Rubio 26' Hernández 45+2' |     |       |

| Estadio León, León Játékvezető: Walter López (guatemalai) |

A León csapata győzött 3–0-ás összesítéssel.
| 2023. március 7. 22:00 |

| Tigres UANL | 0–0 | Orlando City |
| ----------- | --- | ------------ |
|             |     |              |

| Estadio Universitario, San Nicolás de los Garza Játékvezető: Mario Escobar (guatemalai) |

| 2023. március 15. 20:15 |

| Orlando City | 1–1 | Tigres UANL |
| ------------ | --- | ----------- |
| Kara 89'     |     | Córdova 21' |

| Exploria Stadion, Orlando Nézőszám: 21 112 Játékvezető: Saíd Martínez (hondurasi) |

A Tigres UANL csapata győzött 1–1-es összesítéssel, idegenben lőtt gólokkal.
| 2023. március 9. 20:00 |

| Motagua | 0–0 | Pachuca |
| ------- | --- | ------- |
|         |     |         |

| Estadio Olímpico Metropolitano, San Pedro Sula Játékvezető: Drew Fischer (kanadai) |

| 2023. március 16. 22:15 |

| Pachuca          | 1–1 | Motagua                     |
| ---------------- | --- | --------------------------- |
| I. Hernández 73' |     | E. Hernández 89' (11-esből) |

| Estadio Hidalgo, Pachuca de Soto Játékvezető: Iván Barton (salvadori) |

A Motagua csapata győzött 1–1-es összesítéssel, idegenben lőtt gólokkal.
| 2023. március 8. 22:00 |

| Vancouver Whitecaps                                   | 5–0 | Real España |
| ----------------------------------------------------- | --- | ----------- |
| Blackmon 21' Raposo 59' García 64' Vite 70' White 78' |     |             |

| BC Place Stadion, Vancouver Nézőszám: 13 644 Játékvezető: Fernando Hernández Gómez (mexikói) |

| 2023. március 15. 18:00 |

| Real España              | 3–2 | Vancouver Whitecaps  |
| ------------------------ | --- | -------------------- |
| Montes 67' 86' Rocca 75' |     | White 66' Becher 83' |

| Estadio Olímpico Metropolitano, San Pedro Sula Játékvezető: Marco Ortiz (mexikói) |

A Vancouver Whitecaps csapata győzött 7–3-as összesítéssel.
| 2023. március 9. 22:00 |

| Alajuelense | 0–3 | Los Angeles         |
| ----------- | --- | ------------------- |
|             |     | Bouanga 47' 69' 89' |

| Estadio Alejandro Morera Soto, Alajuela Játékvezető: Daneion Parchment (jamaicai) |

| 2023. március 15. 22:30 |

| Los Angeles | 1–2 | Alajuelense                       |
| ----------- | --- | --------------------------------- |
| Vela 83'    |     | González 8' (11-esből) Suárez 52' |

| BMO Stadion, Los Angeles Nézőszám: 19 672 Játékvezető: Adonai Escobedo González (mexikói) |

A Los Angeles csapata győzött 4–2-es összesítéssel.
| 2023. március 8. 20:00 |

| Olimpia                                            | 4–1 | Atlas                |
| -------------------------------------------------- | --- | -------------------- |
| López 10' Benguché 55' 73' Bengtson 61' (11-esből) |     | Furch 15' (11-esből) |

| Estadio Olímpico Metropolitano, San Pedro Sula Játékvezető: Ismail Elfath (amerikai) |

| 2023. március 14. 22:15 |

| Atlas                                    | 4–0 | Olimpia |
| ---------------------------------------- | --- | ------- |
| Quiñones 38' 90+2' Herrera 63' Rocha 78' |     |         |

| Estadio Jalisco, Guadalajara Nézőszám: 13 697 Játékvezető: Juan Gabriel Calderón (costa ricai-i) |

Az Atlas csapata győzött 5–4-es összesítéssel.
| 2023. március 7. 20:00 |

| Alianza | 0–0 | Philadelphia Union |
| ------- | --- | ------------------ |
|         |     |                    |

| Estadio Cuscatlán, San Salvador Játékvezető: César Arturo Ramos (mexikói) |

| 2023. március 14. 20:00 |

| Philadelphia Union                             | 4–0 | Alianza |
| ---------------------------------------------- | --- | ------- |
| Lowe 45+1' Gazdag 62' (11-esből) Perea 81' 84' |     |         |

| Subaru Park, Chester Nézőszám: 8 145 Játékvezető: Bryan López (guatemalai) |

A Philadelphia Union csapata győzött 4–0-ás összesítéssel.

## Negyeddöntő
| 1. csapat           | Össz. | 2. csapat          | 1. mérk. | 2. mérk. |
| ------------------- | ----- | ------------------ | -------- | -------- |
| Violette            | 2–6   | León               | 0–5      | 2–1      |
| Motagua             | 0–6   | Tigres UANL        | 0–1      | 0–5      |
| Vancouver Whitecaps | 0–6   | Los Angeles        | 0–3      | 0–3      |
| Atlas               | 2–3   | Philadelphia Union | 0–1      | 2–2      |

### Mérkőzések
| 2023. április 4. 22:00 |

| León                                                  | 5–0 | Violette |
| ----------------------------------------------------- | --- | -------- |
| Mena 8' Dávila 66' 84' Di Yorio 90+1' Hernández 90+4' |     |          |

| Estadio León, León Játékvezető: Ismael Cornejo (salvadori) |

| 2023. április 11. 20:00 |

| Violette      | 2–1 | León                 |
| ------------- | --- | -------------------- |
| Chéry 15' 26' |     | Rubio 30' (11-esből) |

| Estadio Cibao FC, Santiago de los Caballeros Játékvezető: Keylor Herrera (costa rica-i) |

A León csapata győzött 6–2-es összesítéssel.
| 2023. április 5. 20:00 |

| Motagua | 0–1 | Tigres UANL  |
| ------- | --- | ------------ |
|         |     | Quiñones 44' |

| Estadio Olímpico Metropolitano, San Pedro Sula Játékvezető: Armando Villarreal (amerikai) |

| 2023. április 13. 22:00 |

| Tigres UANL                                       | 5–0 | Motagua |
| ------------------------------------------------- | --- | ------- |
| Gignac 27' 66' Quiñones 83' Angulo 88' Ibáñez 90' |     |         |

| Estadio Universitario, San Nicolás de los Garza Játékvezető: Walter López (guatemalai) |

A Tigres UANL csapata győzött 6–0-ás összesítéssel.
| 2023. április 5. 22:00 |

| Vancouver Whitecaps | 0–3 | Los Angeles               |
| ------------------- | --- | ------------------------- |
|                     |     | Bouanga 56' 65' Opoku 61' |

| BC Place Stadion, Vancouver Nézőszám: 11 652 Játékvezető: Fernando Guerrero Ramírez (mexikói) |

| 2023. április 11. 22:15 |

| Los Angeles                          | 3–0 | Vancouver Whitecaps |
| ------------------------------------ | --- | ------------------- |
| Vela 8' (11-esből) 31' Cifuentes 65' |     |                     |

| BMO Stadion, Los Angeles Nézőszám: 18 688 Játékvezető: Juan Calderón (costa rica-i) |

A Los Angeles csapata győzött 6–0-ás összesítéssel.
| 2023. április 4. 20:00 |

| Philadelphia Union    | 1–0 | Atlas |
| --------------------- | --- | ----- |
| Gazdag 89' (11-esből) |     |       |

| Subaru Park, Chester Játékvezető: Saíd Martínez (hondurasi) |

| 2023. április 12. 22:00 |

| Atlas                    | 2–2 | Philadelphia Union |
| ------------------------ | --- | ------------------ |
| Quiñones 11' Furch 45+1' |     | Carranza 27' 78'   |

| Estadio Jalisco, Guadalajara Játékvezető: Iván Barton (salvadori) |

A Philadelphia Union csapata győzött 3–2-es összesítéssel.

## Elődöntő
| 1. csapat          | Össz. | 2. csapat   | 1. mérk. | 2. mérk. |
| ------------------ | ----- | ----------- | -------- | -------- |
| Tigres UANL        | 3–4   | León        | 2–1      | 1–3      |
| Philadelphia Union | 1–4   | Los Angeles | 1–1      | 0–3      |

### Mérkőzések
| 2023. április 25. 22:00 |

| Tigres UANL                | 2–1 | León      |
| -------------------------- | --- | --------- |
| Córdova 45' Quiñones 45+3' |     | Dávila 6' |

| Estadio Universitario, San Nicolás de los Garza Játékvezető: Armando Villarreal (amerikai) |

| 2023. május 3. 22:00 |

| León                          | 3–1 | Tigres UANL   |
| ----------------------------- | --- | ------------- |
| Ambríz 10' Mena 15' Frías 79' |     | Fulgencio 68' |

| Estadio León, León Játékvezető: Saíd Martínez (hondurasi) |

A León csapata győzött 4–3-as összesítéssel.
| 2023. április 26. 21:00 |

| Philadelphia Union    | 1–1 | Los Angeles  |
| --------------------- | --- | ------------ |
| Gazdag 86' (11-esből) |     | Acosta 90+1' |

| Subaru Park, Chester Nézőszám: 17 676 Játékvezető: César Arturo Ramos (mexikói) |

| 2023. május 2. 22:00 |

| Los Angeles                       | 3–0 | Philadelphia Union |
| --------------------------------- | --- | ------------------ |
| Tillman 13' Opoku 82' Bouanga 90' |     |                    |

| BMO Stadion, Los Angeles Nézőszám: 19 985 Játékvezető: Drew Fischer (kanadai) |

A Los Angeles csapata győzött 4–1-es összesítéssel.

## Döntő
| 1. csapat | Össz. | 2. csapat   | 1. mérk. | 2. mérk. |
| --------- | ----- | ----------- | -------- | -------- |
| León      | 3–1   | Los Angeles | 2–1      | 1–0      |

### Mérkőzések
| 2023. május 31. 22:00 |

| León                             | 2–1 | Los Angeles   |
| -------------------------------- | --- | ------------- |
| Tesillo 8' Mena 45+5' (11-esből) |     | Bouanga 90+6' |

| Estadio León, León Nézőszám: 20 517 Játékvezető: Walter López (guatemalai) |

| 2023. június 4. 21:00 |

| Los Angeles | 0–1 | León         |
| ----------- | --- | ------------ |
|             |     | Di Yorio 20' |

| BMO Stadion, Los Angeles Nézőszám: 22 413 Játékvezető: Iván Barton (salvadori) |

A León csapata győzött 3–1-es összesítéssel.

## Góllövőlista
| Helyezés | Játékos             | Csapat              | Gólok |
| -------- | ------------------- | ------------------- | ----- |
| 1        | Denis Bouanga       | Los Angeles         | 7     |
| 2        | Miche-Naider Chéry  | Violette            | 4     |
| 3        | Julián Quiñones     | Atlas               | 3     |
| 3        | Carlos Vela         | Los Angeles         | 3     |
| 3        | Víctor Dávila       | León                | 3     |
| 3        | Gazdag Dániel       | Philadelphia Union  | 3     |
| 3        | Luis Quiñones       | Tigres UANL         | 3     |
| 3        | Ángel Mena          | León                | 3     |
| 9        | Jorge Benguché      | Olimpia             | 2     |
| 9        | Julián Carranza     | Philadelphia Union  | 2     |
| 9        | Sebastián Córdova   | Tigres UANL         | 2     |
| 9        | Sebastián Driussi   | Austin              | 2     |
| 9        | André-Pierre Gignac | Tigres UANL         | 2     |
| 9        | Elías Hernández     | León                | 2     |
| 9        | Getsal Montes       | Real España         | 2     |
| 9        | Andrés Perea        | Philadelphia Union  | 2     |
| 9        | Brian Rubio         | León                | 2     |
| 9        | Brian White         | Vancouver Whitecaps | 2     |

## Díjak
| Díj                    | Játékos       | Csapat      |
| ---------------------- | ------------- | ----------- |
| Aranylabda             | Víctor Dávila | León        |
| Aranycipő              | Denis Bouanga | Los Angeles |
| Aranykesztyű           | Fidel Ambríz  | León        |
| Legjobb Fiatal Játékos | John McCarthy | Los Angeles |
| Fair Play Díj          | —             | Los Angeles |